# زیارلو (هوراند)
زیارلو یکی از روستاهای استان آذربایجان شرقی است که در دهستان چهاردانگه بخش مرکزی شهرستان هوراند واقع شده‌است.